# マリーナ・ショウ
マリーナ・ショウ（Marlena Shaw、本名:マリーナ・バージェス、1942年9月22日 - 2024年1月19日）は、アメリカ合衆国の女性ジャズ・シンガー。
ニューヨーク州ニューロシェル出身。1960年代に活動を開始し、ヒップホップなどのサンプリング元としても著名である。

## 来歴
ジャズ・トランペッターであった叔父ジミー・バージェスの影響で音楽と出会う。のちに「ニューヨーク・タイムズ」紙のインタビューにて、「彼（ジミー）はレコードを通じてディジー、マイルス、たくさんのゴスペル音楽、アル・ヒブラーなど、曲の「歌わせ方」をよく心得ている素晴らしい音楽に出会うきっかけをくれた」と語っている。
1952年、バージェスは彼女をハーレムのアポロ・シアターでの公演に参加させることにした。彼女の母親は、彼女がまだ若いうちにツアーに出ることに関して難色を示したが、その代わり彼女をニューヨーク州ティーチャーズ・カレッジ（現在のニューヨーク州立大学ポツダム校）に、音楽を学ぶために通わせることにする。
彼女は後に学校を中退、結婚し5人の子供をもうけたが、歌手としての活動をあきらめることはしなかった。時間を見つけてはクラブに姿を見せ、歌を披露するようになる。
これらの出演の中で彼女がもっとも注目されたのは1963年、ジャズ・トランペッターであるハワード・マギーと共演していたころである。そのころ彼女は彼のバンド・メンバーとしてニューポート・ジャズ・フェスティバルに出演を予定していたが、メンバーの1人との意見の食い違いによりバンドを脱退した。翌年、彼女はコロムビア・レーベルの新人発掘担当だったジョン・ハモンドによるオーディションに参加。しかし彼女は極度の緊張により良いパフォーマンスを発揮することができなかった。しかしそれで落胆することはなく、1966年まで小さなクラブで歌手活動を継続した。
1966年、シカゴのプレイボーイ・クラブでの公演の際にチェス・レコードの代表と出会い、このとき、契約を結んでいる。
1967年と1969年に、傘下のカデット・レコードよりアルバムを発売。『ザ・スパイス・オブ・ライフ』収録の「カリフォルニア・ソウル」（オリジナルはフィフス・ディメンション。アッシュフォード&シンプソン作曲）は、2000年代になってTV広告に起用されるなど、のちのイギリスのレア・グルーヴ界隈にて支持を獲得、今ではこの曲の最も優れたテイクとして知られている。音楽性の違いにより、1972年にブルーノート・レコードに移籍。
1975年、ブルーノートから『フー・イズ・ジス・ビッチ、エニウェイ?』（Who Is This Bitch, Anyway?）がリリースされるが、このジャズ、ソウル、ファンク、ジャンルを超えたグルーヴィーなコンセプチュアル・アルバムが、今もマリーナ・ショウを音楽界の「伝説」にさせている。日本では、CD版が出されるまで、レコードは長らく手に入れることのできない超高額なレア盤として垂涎の的となった。なんといってもチャック・レイニーのドライブ感ある強烈なベースがこの盤の魅力である。ドラムはハーヴィー・メイスン。音楽プロデューサーの松任谷正隆は、この歴史的な名盤を「死ぬほど聴いたアルバム」の一枚としてあげている。
その後も精力的にレコーディングや公演を続けて、2001年と2007年にはオランダにて開催されたノース・シー・ジャズ・フェスティバルに出演していた。
2024年1月19日、死去。81歳没

## ディスコグラフィ

### アルバム
カデット
- 『アウト・オブ・ディファレント・バッグス』 - Out of Different Bags（1967年）
- 『ザ・スパイス・オブ・ライフ』 - The Spice of Life（1969年）

ブルーノート・レコード
- 『マリーナ』 - Marlena（1972年）
- 『フロム・ザ・デプス・オブ・マイ・ソウル』 - From the Depths of My Soul（1973年）
- 『マリーナ・ショウ・ライヴ・アット・モントルー』 - Marlena Shaw Live at Montreux（1974年）
- 『フー・イズ・ジス・ビッチ、エニウェイ?』 - Who Is This Bitch, Anyway?（1975年）
- 『ジャスト・ア・マター・オブ・タイム』 - Just a Matter of Time（1976年）

コロムビア
- 『スウィート ビギニングス』 - Sweet Beginnings（1977年）
- 『アクティング アップ』 - Acting Up（1978年）
- 『テイク・ア・バイト』 - Take A Bite（1979年）

サウス・ベイ
- 『レット ミー イン ユア ライフ』 - Let Me In Your Life（1982年）

ヴァーヴ・レコード
- 『イット・イズ・ラヴ』 - It Is Love（1986年）
- 『ラヴ・イズ・イン・フライト』 - Love Is In Flight（1988年）

コンコード・ジャズ
- 『デンジャラス』 - Dangerous（1996年）
- 『エレメンタル・ソウル』 - Elemental Soul（1997年）

ソウル・ブラザー・レコード
- 『アンソロジー』 - Anthology（2000）
- 『ライヴ・イン・トーキョー』 - Live In Tokyo（2002年）
- 『ルッキン・フォー・ラヴ』 - Lookin' For Love（2004年）

### シングル
- "Let's Wade In The Water" / "Show Time"（1966年）
- "Mercy, Mercy, Mercy" / "Go Away Little Boy"（1967年）
- "Brother Where Are You" / "Waiting For Charlie To Come Home"（1967年）
- "Matchmaker Matchmaker" / "A Couple Of Losers"（1968年）
- 「ラスト・タンゴ・イン・パリ」 - "Last Tango In Paris"（1973年、Blue Note、LNR-10345）
- "Easy Evil" / "I Just Don't Want To Be Lonely"（1973年）
- "You Taught Me How To Speak In Love"（1975年）
- "It's Better Than Walkin' Out"（1976年）
- "Pictures And Memories" / "Johnny"（1977年）
- "Touch Me In The Morning"（1979年）
- "Where Do We Go From Here" / "Name Of The Game"（1984年）
- 「スキヤキ（上を向いて歩こう）」 - "SUKIYAKI'87"（1987年、ファンハウス／東芝EMI、07HA-1007） ※日本向け企画シングル。坂本九「上を向いて歩こう」の英語カバー。当時コニカカラーCMイメージソングに使用された。
- "Love Dancin'" / "Touch Me In The Morning"（1988年）